# Sevnica (stacja kolejowa)
Sevnica – stacja kolejowa w Sevnicy, w Słowenii. Jest węzłem kolejowym na linii Zagrzeb – Lublana i Sevnica – Trebnje. Jest obsługiwana przez pociągi Slovenske železnice.
| Sevnica                            |  |                          |
| Linia Lublana – Zagrzeb (485,7 km) |  |                          |
| Bregodległość: 8,6 km              |  | Blanca odległość: 8,0 km |
| Linia Sevnica – Trebnje (0,0 km)   |  |                          |
| Boštanjodległość: 1,7 km           |  |                          |